# Compsoneura atopa
Compsoneura atopa är en tvåhjärtbladig växtart som först beskrevs av A. C. Smith, och fick sitt nu gällande namn av A. C. Smith. Compsoneura atopa ingår i släktet Compsoneura, och familjen Myristicaceae. Inga underarter finns listade i Catalogue of Life.